# Ctenochira meridionator
Ctenochira meridionator är en stekelart som beskrevs av Aubert 1969. Ctenochira meridionator ingår i släktet Ctenochira och familjen brokparasitsteklar. Inga underarter finns listade i Catalogue of Life.